# مجلس الأمة الكويتي 1967
مجلس الأمة الكويتي 1967 (الفصل التشريعي الثاني) من 7 فبراير 1967 حتى 7 فبراير 1971 أجريت انتخابات المجلس في يوم الأربعاء 25 يناير 1967 وأنتخب المجلس في جلسته الأولى التي عقدت يوم الثلثاء 7 فبراير 1967 أحمد زيد السرحان رئيساً للمجلس وخالد صالح الغنيم نائباً للرئيس.

## أعضاء المجلس
الدائرة الأولى
- يوسف الرفاعي
- إبراهيم خريبط
- عيسى بهمن
- حسن جوهر حيات
- منصور المزيدي

الدائرة الثانية
- سليمان الذويخ
- محمد الخرافي
- عبد العزيز حمد الصقر
- عبد العزيز الفليج
- علي المواش

الدائرة الثالثة
- حمد مبارك العيار
- فلاح مبارك الحجرف
- خالد صالح الغنيم
- لافي فهد اللافي
- صالح الرومي

الدائرة الرابعة
- يوسف خالد المخلد
- عبد الكريم هلال الجحيدلي
- محمد حمد البراك
- خالد المعصب
- عباس حبيب المسيلم

الدائرة الخامسة
- خالد مسعود الفهيد
- محمد يوسف العدساني
- عبد العزيز الصرعاوي
- ناصر ساير العصيمي
- خليل المزين

الدائرة السادسة
- علي عبد الرحمن العمر
- راشد عبد الله الفرحان
- عبد الرزاق الخالد
- يوسف الوزان
- مبارك الحساوي

الدائرة السابعة
- زيد عبد الحسين الكاظمي
- عبد اللطيف الكاظمي
- جاسم أحمد الأستاذ
- إبراهيم طاهر المطوع
- عبد الله علي حاجية دشتي

الدائرة الثامنة
- خالد عبد اللطيف المسلم
- عبد العزيز فهد المساعيد
- أحمد زيد السرحان
- علي صالح الفضالة
- ناصر علي المعيلي

الدائرة التاسعة
- علي ثنيان الأذينة
- جمعان محمد الحريتي
- محمد وسمي السديران
- مرضي عبد الله الأذينة
- راشد الجويسري

الدائرة العاشرة
- راشد سيف الحجيلان
- حزام فالح الميع
- فالح حمود العازمي
- مفلح فرحان العازمي
- مبارك عبد الله الدبوس

## أبرز الأحداث
وقع عدد من المرشحين إلى مجلس الأمة الكويتي عريضة بسبب قولهم بأن الحكومة قد زورت الانتخابات، وقد رفض عدد منهم عند فوزهم المقعد النيابي.
تم تقديم استجواب لوزير العدل خالد الجسار من قبل سليمان الذويخ وحمد مبارك العيار وناصر العصيمي، وقد تمت مناقشة الاستجواب في جلستين في 19 نوفمبر 1968 و26 نوفمبر 1968، وقد كان سبب الاستجواب هو معرفة العدد الصحيح للجنايات التي نظرتها محكمة الجنايات وفقدان ملفات عدد من القضايا.